# Falomir Juegos
Falomir Juegos, nom amb què és coneguda comercialment Juguetes Falomir, S.A., és una empresa valenciana fabricant de jocs i joguines situada a l'Eliana (Camp de Túria). És una empresa familiar fundada el 1945 per José Luis Falomir Alcorisa, dedicada a la fabricació de jocs de taula educatius i de societat, així com a la distribució de productes relacionats amb el sector joguinaire. L'empresa va anar creixent a poc a poc, va començar en un baix del Barri de Torrefiel a València, i d'ací el 1985 va passar a una fàbrica de 1.500 metres quadrats al Camí de Montcada. El 1989, a causa de l'augment de la demanda de productes van fixar la seua seu a l'Eliana. Actualment ocupen una superfície de 10.000 metres quadrats aproximadament.
Des del 2017 comercialitzen els jocs de Marigó, empresa catalana fundada en 1929, que ha sigut un referent en la fabricació de jocs clàssics, i un dels seus productes estrella fou el parxís, que ara fabricaran ací. Amb aquesta aliança l'empresa valenciana aposta pels jocs de taula i torna als orígens.

## Jocs destacats
- Cifras y letras
- Pincha el pirata
- Bingo XXL Premium
- No lo digas
- Sillas
- El primero de la clase